# 28890 Gabaldon
28890 Gabaldon este o planetă minoră (asteroid), cu un diametru de 2,888 km, din centura de asteroizi. A fost descoperită pe 27 mai 2000 la Stația Anderson Mesa de Lowell Observatory Near-Earth-Object Search și a fost numită după Diana Gabaldon. 
Obiectul prezintă o orbită caracterizată de o semiaxă mare de 2,6594228 UAi, o excentricitate de 0,04, o înclinație de 14,66192 ° în raport cu ecliptica.